# Growing up/爛漫
「Growing up/爛漫」（グローイングアップ/らんまん）は、7ORDERの4枚目のシングル。日本コロムビアから2022年11月16日に発売。

## リリース
表題曲である「Growing up」はTVアニメ「農民関連のスキルばっか上げてたら何故か強くなった。」のオープニングテーマである。7ORDERがアニメの主題歌を担当するのは今曲が初となる。タイトルには「農作物の成長」、「人としての成長」といった意味が込められている。
またもう一つの表題曲である「爛漫」はメンバーの安井謙太郎が出演する映画「死神遣いの事件帖 -月花奇譚-」の主題歌となっている。また安井の中高校時代の同級生であるTempalayの藤本夏樹が作曲、編曲に参加している。

### 特典
- 先着特典 - オリジナルジャケットサイズステッカー、オリジナル手帖、オリジナルクリアプランツプレート、モバイルスタンドキーホルダー、4カットフォトカード、メガジャケ、B2告知ポスター（対象店舗別の全29種）[6]

## 収録内容

### CD
- 1〜4曲目は全形態共通

1. 「Growing up」 – 4:17
作詞：吉田司、作曲：Tsubasa、編曲：吉田司 / Tsubasa
2. 「爛漫」
作詞：7ORDER、作曲：藤本夏樹(Tempalay)、編曲：7ORDER / 藤本夏樹(Tempalay)
3. 「Growing up –Gakuya-」
  - メンバー出演の楽屋トーク

### DVD

#### 初回限定盤A
1. 「Growing up Music Video」
2. 「Growing up MV Making Video」

#### 初回限定盤B
1. 「爛漫 Music Video」
2. 「爛漫 MV Making Video」

#### 初回限定盤C
1. Growing up & 爛漫 メンバー撮影 Special Making Video